# سيغريد كومبوشن
 سيغريد كومبوشن  (بالسويدية: Sigrid Combüchen)‏ (16 يناير 1942) هي روائية سويدية وكاتبة مقالات وناقدة أدبية وصحفية.